# Breitenberg (Thüringer Schiefergebirge)
Der 844,1 m ü. NHN hohe Breitenberg, im Thüringer Schiefergebirge tief im Wald zwischen Steinach und Steinheid gelegen, ist das abgelegenste der höchsten Bergmassive im Landkreis Sonneberg. Er ist nur über Wanderwege zu erreichen. Die kürzesten Wege führen vom Fellberg oberhalb von Steinach nach Westen oder vom Neumannsgrund entlang dem Steinbach, einem Zufluss der Grümpen, nach Osten in das Massiv. Der Berg dacht nach Süden ab und wird zum Südlichen Hohen Schiefergebirge gerechnet.
Im Süden des Hauptgipfels schließen sich der Kallenberg (808 m), der Kleine (811 m) und der Große Mittelberg (826 m) an. Im Südwesten des Massivs erhebt sich der Straßenberg (756 m) über den Theuerer Grund, dessen Ostflanke nach Rauenstein reicht. Weiter östlich erhebt sich der Buhler (828 m), ganz im Osten dem Fellberg gegenüber der Reckberg (829 m). Die Ausläufer Wasserberg (798 m), Rothenberg (714 m) und Strohberg (692 m) reichen im Südosten des Massivs bis nach Mengersgereuth-Hämmern, Fichtacher Berg (507 m), Kienberg (505,5 m) und Burkertsberg (498 m) im Süden bis nach Effelder.